# Peperomia hispidula
Peperomia hispidula là một loài thực vật có hoa trong họ Hồ tiêu. Loài này được (Sw.) A.Dietr. miêu tả khoa học đầu tiên năm 1831.